# شهباز سینه‌سرخ
شهباز سینه‌سرخ (نام علمی: Accipiter toussenelii) نام یک گونه از سرده بازها است.این در حوزه رودکنگو تا غرب گابن و جنوب کامرون، سنگال پراکنش دارد.زیستگاهش جنگل بارانی است.